# Hurst (Texas)
Hurst is een plaats (city) in de Amerikaanse staat Texas, en valt bestuurlijk gezien onder Tarrant County.

## Demografie
Bij de volkstelling in 2000 werd het aantal inwoners vastgesteld op 36.273.
In 2006 is het aantal inwoners door het United States Census Bureau geschat op 38.182, een stijging van 1909 (5,3%).

## Geografie
Volgens het United States Census Bureau beslaat de plaats een oppervlakte van
25,6 km², geheel bestaande uit land. Hurst ligt op ongeveer 184 m boven zeeniveau.

## Plaatsen in de nabije omgeving
De onderstaande figuur toont nabijgelegen plaatsen in een straal van 8 km rond Hurst.

## Geboren
- Olivia Scott Welch (1998), actrice